# Грушко, Василий Семёнович
Васи́лий Семёнович Грушко́ (15.09.1923 — 3.02.1979) — участник Великой Отечественной войны, стрелок-разведчик взвода пешей разведки 212-го гвардейского стрелкового полка 75-й гвардейской стрелковой дивизии 30-го стрелкового корпуса 60-й армии Центрального фронта, гвардии красноармеец, Герой Советского Союза (1943).

## Биография
Родился 15 сентября 1923 года в селе Весело-Подольское, Урицкого уезда (ныне Сарыкольский район), Кустанайской губернии (ныне Костанайская область), Киргизской АССР (ныне Казахстан). Окончил 7 классов школы, работал в колхозе.
В Красной Армии с 1942 года. В апреле 1943 года красноармеец Грушко стал разведчиком взвода пешей разведки 212-го гвардейского стрелкового полка 75-й гвардейской стрелковой дивизии.
Свою первую награду, медаль «За отвагу», стрелок взвода пешей разведки гвардии красноармеец Грушко В. С. получил участвуя в Курской битве, за действия на берегах реки Неживка в Орловской области. В представлении к награждению командир 212-го стрелкового полка гвардии полковник Борисов М. С. написал:

4.08.1943 года вместе с группой бойцов, в разведке водного рубежа для форсирования при наступлении, действовал решительно и храбро. Быстро форсировав реку вброд по горло, пробрались в тыл противника до 500 метров, разведали его расположение, а затем, ударив вместе с наступающей пехотой по противнику, опрокинули его, дав возможность успешно форсировать реку, а затем перерезать грейдерную дорогу.
Особо отличился гвардии красноармеец Грушко В. С. при форсировании реки Днепр севернее Киева, в боях при захвате и удержании плацдарма в районе сел Глебовка и Ясногородка (Вышгородский район Киевской области) на правом берегу Днепра осенью 1943 года.
В ночь на 23 сентября 1943 года стрелок-разведчик взвода пешей разведки 212-го стрелкового полка 75-й гвардейской стрелковой дивизии Грушко В. С. в составе разведвзвода гвардии лейтенанта Полякова В. Ф. переправился через Днепр в 35 км севернее города Киев в районе сел Казаровичи, Глебовка и Ясногородка (Вышгородский район Киевской области). Разведгруппа доставила ценные сведения о расположении противника в месте, предназначенном для форсирования реки Днепр частями 75-й гвардейской стрелковой дивизии.
Указом Президиума Верховного Совета СССР от 17 октября 1943 года за успешное форсировании реки Днепр севернее Киева, прочное закрепление плацдарма на западном берегу реки Днепр и проявленные при этом мужество и геройство гвардии красноармейцу Грушко Василию Семеновичу присвоено звание Героя Советского Союза с вручением ордена Ленина и медали «Золотая Звезда».
В 1944 году Грушко В. С. был тяжело ранен и по ранению демобилизован из армии.
По возвращении в Казахстан, работал старшим агрономом Джамбулской областной станции защиты растений (по другим данным — начальником станции).
Скончался 3 февраля 1979 года. Похоронен на городском кладбище города г. Джамбул (ныне Тараз), Казахстан.

## Награды
- Медаль «Золотая Звезда» № 1554 Героя Советского Союза (17 октября 1943 года);
- орден Ленина;
- медаль «За отвагу»;
- другие медали.

## Память
- В г. Джамбул (ныне Тараз), на доме по улице Айтиева дом 27, где жил Герой, установлена мемориальная доска.
- Его именем названа одна из улиц г. Тараз.